# Волейбол на летних Азиатских играх 2018
Соревнования по волейболу на XVIII летних Азиатских играх проходили с 19 августа по 1 сентября 2018 года в Джакарте (Индонезия) с участием 20 мужских и 11 женских национальных сборных команд. Разыгрывалось 2 комплекта наград. Чемпионские титулы выиграли: у мужчин — сборная Ирана, у женщин — сборная Китая. Оба чемпиона во всех своих сыгранных матчах не отдали соперникам ни одной партии. 

## Команды-участницы

### Мужчины
Вьетнам, Гонконг, Индия, Индонезия, Иран, Казахстан, Катар, Киргизия, Китай, Мальдивы, Монголия, Мьянма, Непал, Пакистан, Саудовская Аравия, Таиланд, Тайвань, Шри-Ланка, Южная Корея, Япония.

### Женщины
Вьетнам, Гонконг, Индия, Индонезия, Казахстан, Китай, Таиланд, Тайвань, Филиппины, Южная Корея, Япония.

## Система проведения турнира
20 команд-участниц мужского турнира на предварительном этапе были разбиты на 6 групп (по 3-4 команды в каждой). 12 команд (по две лучшие из каждой группы) вышли во второй этап и далее по системе плей-офф определили финалистов, которые разыграли первенство. Итоговая расстановка мест разыгрывалась по многоступенчатой формуле. Первичным критерием при распределении мест в группах считалось общее количество побед, затем количество очков (за победы 3:0 и 3:1 начислялось 3 очка, за победы 3:2 — 2, за поражения 2:3 — 1, за поражения 1:3 и 2:3 — 0), соотношение партий, мячей, результаты личных встреч.
11 команд-участниц женского турнира на предварительной стадии были распределены на две группы. По 4 команды вышли в плей-офф и далее определили финалистов, разыгравших первенство. Система распределения мест в группах аналогична той, что применялась в мужском турнире.

## Результаты

### Мужчины

#### Предварительный этап

##### Группа A
| М | Команда           | 1   | 2   | 3   | И | В | П | С/П | О |
| - | ----------------- | --- | --- | --- | - | - | - | --- | - |
| 1 | Саудовская Аравия |     | 3:1 | 3:1 | 2 | 2 | 0 | 6:2 | 6 |
| 2 | Индонезия         | 1:3 |     | 3:0 | 2 | 1 | 2 | 4:3 | 3 |
| 3 | Киргизия          | 1:3 | 0:3 |     | 2 | 0 | 2 | 1:6 | 0 |

20 августа
Саудовская Аравия — Киргизия 3:1 (25:18, 20:25, 25:18, 25:17).
22 августа
Саудовская Аравия — Индонезия 3:1 (25:23, 16:25, 25:19, 25:22).
24 августа
Индонезия — Киргизия 3:0 (25:21, 25:17, 25:20).

##### Группа В
| М | Команда  | 1   | 2   | 3   | И | В | П | С/П | О |
| - | -------- | --- | --- | --- | - | - | - | --- | - |
| 1 | Иран     |     | 3:0 | 3:0 | 2 | 2 | 0 | 6:0 | 6 |
| 2 | Пакистан | 0:3 |     | 3:0 | 2 | 1 | 2 | 3:3 | 3 |
| 3 | Монголия | 0:3 | 0:3 |     | 2 | 0 | 2 | 0:6 | 0 |

20 августа
Пакистан — Монголия 3:0 (25:16, 25:19, 25:14).
22 августа
Иран — Пакистан 3:0 (25:16, 25:18, 33:31).
24 августа
Иран — Монголия 3:0 (25:18, 25:19, 25:20).

##### Группа С
| М | Команда   | 1   | 2   | 3   | И | В | П | С/П | О |
| - | --------- | --- | --- | --- | - | - | - | --- | - |
| 1 | Япония    |     | 3:2 | 3:2 | 2 | 2 | 0 | 6:4 | 4 |
| 2 | Мьянма    | 2:3 |     | 3:1 | 2 | 1 | 2 | 5:4 | 4 |
| 3 | Казахстан | 2:3 | 1:3 |     | 2 | 0 | 2 | 3:6 | 1 |

20 августа
Мьянма — Казахстан 3:1 (17:25, 25:22, 25:19, 25:18).
22 августа
Япония — Казахстан 3:2 (22:25, 25:20, 25:27, 25:19, 20:18).
24 августа
Япония — Мьянма 3:2 (25:21, 17:25, 25:19, 21:25, 19:17).

##### Группа D
| М | Команда     | 1   | 2   | 3   | И | В | П | С/П | О |
| - | ----------- | --- | --- | --- | - | - | - | --- | - |
| 1 | Южная Корея |     | 3:2 | 3:0 | 2 | 2 | 0 | 6:2 | 5 |
| 2 | Тайвань     | 2:3 |     | 3:0 | 2 | 1 | 2 | 5:3 | 4 |
| 3 | Непал       | 0:3 | 0:3 |     | 2 | 0 | 2 | 0:6 | 0 |

20 августа
Южная Корея — Тайвань 3:2 (25:21, 21:25, 25:21, 23:25, 15:12).
22 августа
Тайвань — Непал 3:0 (25:23, 25:19, 25:15).
24 августа
Южная Корея — Непал 3:0 (25:16, 25:13, 25:14).

##### Группа Е
| М | Команда   | 1   | 2   | 3   | 4   | И | В | П | С/П | О |
| - | --------- | --- | --- | --- | --- | - | - | - | --- | - |
| 1 | Таиланд   |     | 2:3 | 3:1 | 3:1 | 3 | 2 | 1 | 8:5 | 7 |
| 2 | Китай     | 3:2 |     | 3:1 | 2:3 | 3 | 2 | 1 | 8:6 | 6 |
| 3 | Шри-Ланка | 1:3 | 1:3 |     | 3:0 | 3 | 1 | 2 | 5:6 | 3 |
| 4 | Вьетнам   | 1:3 | 3:2 | 0:3 |     | 3 | 1 | 2 | 4:8 | 1 |

20 августа
Вьетнам — Китай 3:2 (25:23, 26:24, 19:25, 22:25, 21:19), Таиланд — Шри-Ланка 3:1 (13:25, 25:21, 25:23, 27:25).
22 августа
Китай — Таиланд 3:2 (12:25, 17:25, 31:29, 25:23, 17:15).
23 августа
Шри-Ланка — Вьетнам 3:0 (25:23, 25:18, 25:18).
24 августа
Таиланд — Вьетнам 3:1 (19:25, 25:21, 25:21, 25:21).
25 августа
Китай — Шри-Ланка 3:1 (25:15, 20:25, 25:14, 25:17).

##### Группа F
| М | Команда  | 1   | 2   | 3   | 4   | И | В | П | С/П | О |
| - | -------- | --- | --- | --- | --- | - | - | - | --- | - |
| 1 | Катар    |     | 3:0 | 3:0 | 3:0 | 3 | 3 | 0 | 9:0 | 9 |
| 2 | Индия    | 0:3 |     | 3:0 | 3:0 | 3 | 2 | 1 | 6:3 | 6 |
| 3 | Гонконг  | 0:3 | 0:3 |     | 3:0 | 3 | 1 | 2 | 3:6 | 3 |
| 4 | Мальдивы | 0:3 | 0:3 | 0:3 |     | 3 | 0 | 3 | 0:9 | 0 |

20 августа
Индия — Гонконг 3:0 (27:25, 25:22, 25:19), Катар — Мальдивы 3:0 (25:11, 25:8, 25:13).
22 августа
Катар — Индия 3:0 (25:15, 25:20, 25:20).
23 августа
Гонконг — Мальдивы 3:0 (25:16, 25:21, 25:17).
24 августа
Катар — Гонконг 3:0 (25:16, 25:22, 25:18).
25 августа
Индия — Мальдивы 3:0 (25:12, 25:21, 25:17).

#### Плей-офф за 13—20 места

##### Четвертьфинал
26 августа
Шри-Ланка — Мальдивы 3:1 (16:25, 25:18, 27:25, 25:15).
Вьетнам — Гонконг 3:1 (25:14, 25:23, 20:25, 25:13).
28 августа
Непал — Монголия 3:1 (26:28, 25:16, 25:28, 25:19).
Киргизия — Казахстан 3:2 (27:29, 25:20, 23:25, 25:23, 15:7).

##### Матч за 19-е место
28 августа
Гонконг — Мальдивы 3:0 (25:20, 25:22, 25:16).

##### Матч за 17-е место
30 августа
Казахстан — Монголия 3:0 (отказ Монголии).

##### Полуфинал за 13—16 места
30 августа
Шри-Ланка — Непал 3:1 (23:25, 25:16, 26:24, 25:21).
Вьетнам — Киргизия 3:0 (25:16, 26:24, 29:27).

##### Матч за 15-е место
1 сентября
Непал — Киргизия 3:0 (отказ Киргизии).

##### Матч за 13-е место
1 сентября
Шри-Ланка — Вьетнам 3:0 (25:21, 25:21, 25:20).

#### Плей-офф за 1—12 места

##### 1/8-финала
26 августа
Индонезия — Таиланд 3:2 (25:22, 25:23, 23:25, 22:25, 15:12).
Южная Корея — Пакистан 3:0 (25:19, 25:22, 25:17).
Япония — Индия 3:1 (25:23, 25:22, 23:25, 25:20).
Катар — Мьянма 3:0 (25:21, 25:18, 25:20).

##### Четвертьфинал за 1—8 места
26 августа
Тайвань — Саудовская Аравия 3:1 (22:25, 25:19, 25:8, 25:23).
Иран — Китай 3:0 (27:25, 25:20, 25:21).
28 августа
Южная Корея — Индонезия 3:0 (25:22, 25:18, 25:18).
Катар — Япония 3:2 (25:18, 26:28, 25:21, 22:25, 24:22).

##### Четвертьфинал за 7—12 места
28 августа
Таиланд — Мьянма 3:1 (26:24, 37:35, 22:25, 25:15).
Пакистан — Индия 3:1 (21:25, 25:21, 25:21, 25:23).

##### Полуфинал за 7—10 места
30 августа
Таиланд — Саудовская Аравия 3:0 (25:23, 27:25, 25:22).
Пакистан — Китай 3:2 (17:25, 28:26, 28:30, 25:19, 18:16).

##### Полуфинал за 1—4 места
30 августа
Южная Корея — Тайвань 3:2 (20:25, 25:20, 25:16, 20:25, 15:12).
Иран — Катар 3:0 (25:23, 25:19, 25:18).

##### Матч за 11-е место
30 августа
Мьянма — Индия 3:2 (25:21, 18:25, 27:25, 15:25, 15:13).

##### Матч за 9-е место
31 августа
Китай — Саудовская Аравия 3:0 (25:15, 25:10, 25:17).

##### Матч за 7-е место
1 сентября
Таиланд — Пакистан 3:1 (20:25 25:23, 28:26, 25:21).

##### Матч за 5-е место
1 сентября
Япония — Индонезия 3:2 (35:33, 22:25, 25:21, 25:27, 15:12).

##### Матч за 3-е место
1 сентября
Тайвань — Катар 3:1 (25:22, 25:23, 17:25, 25:16).

##### Финал
1 сентября
Иран — Южная Корея 3:0 (25:17, 25:22, 25:21).

### Женщины

#### Предварительный этап

##### Группа А
| М | Команда   | 1   | 2   | 3   | 4   | 5   | И | В | П | С/П  | О  |
| - | --------- | --- | --- | --- | --- | --- | - | - | - | ---- | -- |
| 1 | Таиланд   |     | 3:0 | 3:1 | 3:0 | 3:0 | 4 | 4 | 0 | 12:1 | 12 |
| 2 | Япония    | 0:3 |     | 3:0 | 3:0 | 3:0 | 4 | 3 | 1 | 9:3  | 9  |
| 3 | Индонезия | 1:3 | 0:3 |     | 3:1 | 3:1 | 4 | 2 | 2 | 7:8  | 6  |
| 4 | Филиппины | 0:3 | 0:3 | 1:3 |     | 3:0 | 4 | 1 | 3 | 4:9  | 3  |
| 5 | Гонконг   | 0:3 | 0:3 | 1:3 | 0:3 |     | 4 | 0 | 4 | 1:12 | 0  |

19 августа
Таиланд — Филиппины 3:0 (25:22, 25:12, 25:15), Япония — Индонезия 3:0 (25:20, 25:11, 25:19).
21 августа
Япония — Филиппины 3:0 (25:12, 25:15, 25:21), Индонезия — Гонконг 3:1 (21:25, 25:13, 25:18, 25:14).
23 августа
Филиппины — Гонконг 3:0 (25:18, 25:21, 25:22), Таиланд — Япония 3:0 (25:20, 27:25, 25:20).
25 августа
Таиланд — Гонконг 3:0 (25:6, 25:11, 25:20), Индонезия — Филиппины 3:1 (25:20, 25:20, 24:26, 25:22).
27 августа
Япония — Гонконг 3:0 (25:4, 25:7, 25:11), Таиланд — Индонезия 3:1 (25:19, 20:25, 25:13, 25:13).

##### Группа В
| М | Команда     | 1   | 2   | 3   | 4   | 5   | 6   | И | В | П | С/П  | О  |
| - | ----------- | --- | --- | --- | --- | --- | --- | - | - | - | ---- | -- |
| 1 | Китай       |     | 3:0 | 3:0 | 3:0 | 3:0 | 3:0 | 5 | 5 | 0 | 15:0 | 15 |
| 2 | Южная Корея | 0:3 |     | 3:1 | 3:0 | 3:0 | 3:0 | 5 | 4 | 1 | 12:4 | 12 |
| 3 | Казахстан   | 0:3 | 1:3 |     | 2:3 | 3:1 | 3:0 | 5 | 2 | 3 | 9:10 | 7  |
| 4 | Вьетнам     | 0:3 | 0:3 | 3:2 |     | 2:3 | 3:0 | 5 | 2 | 3 | 8:11 | 6  |
| 5 | Тайвань     | 0:3 | 0:3 | 1:3 | 3:2 |     | 3:2 | 5 | 2 | 3 | 7:13 | 4  |
| 6 | Индия       | 0:3 | 0:3 | 0:3 | 0:3 | 2:3 |     | 5 | 0 | 5 | 2:15 | 1  |

19 августа
Китай — Вьетнам 3:0 (25:11, 25:15, 25:13), Казахстан — Тайвань 3:1 (25:15, 25:10, 20:25, 25:20), Южная Корея — Индия 3:0 (25:17, 25:11, 25:13).
21 августа
Вьетнам — Индия 3:0 (25:18, 25:22, 25:13), Южная Корея — Казахстан 3:1 (25:9, 25:14, 28:30, 25:20), Китай — Тайвань 3:0 (25:10, 25:14, 25:14).
23 августа
Казахстан — Индия 3:0 (25:8, 25:19, 25:23), Тайвань — Вьетнам 3:2 (25:13, 19:25, 25:19, 16:25, 15:11), Китай — Южная Корея 3:0 (25:21, 25:16, 25:16).
25 августа
Южная Корея — Вьетнам 3:0 (25:20, 25:15, 25:19), Китай — Казахстан 3:0 (25:14, 25:15, 25:11), Тайвань — Индия 3:2 (23:25, 25:21, 18:25, 25:18, 15:13).
27 августа
Китай — Индия 3:0 (25:18, 25:19, 25:9), Вьетнам — Казахстан 3:2 (20:25, 19:25, 29:27, 25:19, 15:7), Южная Корея — Тайвань 3:0 (26:24, 25:9, 25:23).

#### Плей-офф за 9—11 места

##### Полуфинал
29 августа
Индия — Гонконг 3:0 (25:18, 25:16, 25:13).

##### Матч за 9-е место
31 августа
Тайвань — Индия 3:0 (25:21, 25:16, 25:15).

#### Плей-офф за 1—8 места

##### Четвертьфинал
29 августа
Таиланд — Вьетнам 3:0 (25:23, 25:16, 25:20).
Южная Корея — Индонезия 3:0 (25:22, 25:13, 25:18).
Китай — Филиппины 3:0 (25:15, 25:9, 25:7).
Япония — Казахстан 3:0 (25:16, 25:18, 25:21).

##### Полуфинал за 5—8 места
31 августа
Вьетнам — Индонезия 3:1 (29:27, 18:25, 25:22, 25:22).
Казахстан — Филиппины 3:2 (25:11, 22:25, 25:15, 19:25, 16:14).

##### Полуфинал за 1—4 места
31 августа
Таиланд — Южная Корея 3:1 (25:15, 25:20, 20:25, 25:22).
Китай — Япония 3:0 (25:22, 25:10, 25:20).

##### Матч за 7-е место
1 сентября
Индонезия — Филиппины 3:1 (25:17, 23:25, 25:19, 25:20).

##### Матч за 5-е место
1 сентября
Казахстан — Вьетнам 3:1 (25:18, 22:25, 25:22, 26:24).

##### Матч за 3-е место
1 сентября
Южная Корея — Япония 3:1 (25:18, 21:25, 25:15, 27:25).

##### Финал
1 сентября
Китай — Таиланд 3:0 (25:19, 25:17, 25:13).

## Итоги

### Положение команд

#### Мужчины
| Иран                  | 11. Мьянма    |
| Южная Корея           | 12. Индия     |
| Тайвань               | 13. Шри-Ланка |
| 4. Катар              | 14. Вьетнам   |
| 5. Япония             | 15. Непал     |
| 6. Индонезия          | 16. Киргизия  |
| 7. Таиланд            | 17. Казахстан |
| 8. Пакистан           | 18. Монголия  |
| 9. Китай              | 19. Гонконг   |
| 10. Саудовская Аравия | 20. Мальдивы  |

#### Женщины
| Китай        | 7. Индонезия |
| Таиланд      | 8. Филиппины |
| Южная Корея  | 9. Тайвань   |
| 4. Япония    | 10. Индия    |
| 5. Казахстан | 11. Гонконг  |
| 6. Вьетнам   |              |

### Призёры

#### Мужчины
Иран: Милад Эбадипур, Саман Фаэзи, Мирсаид Маруф-Лакрани, Фархад Гаеми, Мохаммад Мусави, Амир Гафур, Сабер Каземи, Мохаммад Джавад Манавинеджад, Али Шафиеи, Мохаммад Тахер Вади, Мехди Маранди, Муртаза Шарифи, Мохаммад Реза Хазратпур, Ами Хусейн Тухтех. Тренер — Игор Колакович.
  Южная Корея: Сон Мюн Гын, Хан Сон Су, Со Чже Ток, Чжон Мин Со, Бу Ён Чан, Ли Мин Гю, Ким Гю Мин, На Гён Бок, Кван Сын Сок, Чжон Чжи Сок, Чхве Мин Хо, Чжон Кван Гин, Мун Сон Мун, Ким Чжо Хви. Тренер — Ким Хо Чхоль.
  Тайвань: Линь Чэнъян, Лю Хунцзе, Ли Часюань, Хуан Сихао, Та Цзюйчен, Лю Хунмин, Сюй Хоучэнь, У Цунсюань, Сю Мэйчун, Хуан Ченьфэн, Линь Ихуэй, Ван Ченьпин, Си Сючи, Чэнь Ченьчень. Тренер — Чэнь Юань.

#### Женщины
Китай: Юань Синьюэ, Чжу Тин, Гун Сянъюй, Чжэн Чуньлэй, Лю Сяотун, Яо Ди, Ли Инъин, Дяо Линью, Линь Ли, Дин Ся, Янь Ни, Ван Мэнцзе, Дуань Фан, Ху Минъюань. Тренер — Лан Пин.
  Таиланд: Пиянут Панной, Понпан Коэтпрат, Татдао Нуэкчанг, Плеумчит Тинкао, Онума Ситтирак, Хаттая Памрунгсук, Вилаван Апиньяпонг, Нотсара Томком, Читапон Камлангмак, Малика Кантонг, Пимпичая Кокрам, Аччарапон Конгьот, Чатчу-Он Моксри, Супаттра Пайрой. Тренер — Данат Сриватчараметакул.
  Южная Корея: Пак Ын Чжин, Ли Чжу А, Чжон Хо Ён, Хван Мин Гён, Ли Хё Хи, Ин Мюн Ок, Ким Ён Гун, Ким Со Чжи, Пак Чжон А, Ян Хё Чжин, Кан Со Хви, Ли Чже Ён, Ли Да Ён, На Хён Чжун. Тренер — Ча Хэ Вон.